# Обыкновенный хаулиод
Обыкновенный хаулиод, или рыба-ехидна (лат. Chauliodus sloani), — вид морских лучепёрых рыб из семейства стомиевых (Stomiidae). Одна из самых распространенных рыб Мирового океана.
Достигает длины 35 см. Цвет чешуи голубоватого оттенка, на брюхе более тёмный. У рыбы очень большие зубы, которые не позволяют рту плотно закрываться, образуя клетку, в которую может быть поймана добыча. Обыкновенный хаулиод обладает светящимися органами, которыми он привлекает жертву. Из-за них может менять цвет, становясь синим, зеленоватым или серебристым. Светящиеся органы служат и для общения между хаулиодами.
Обитает во всех умеренных и тропических водах океанов на глубине от 200 до 4700 м. В течение дня плавает на глубинах от 1500 до 4700 м, а ночью всплывает на поверхность до 200 м, где рискует быть пойманной дельфинами, акулами и другими морскими животными.